# Cruz Alta (Córdova)
Cruz Alta (Córdoba) é um município da província de Córdova, na Argentina.